# Съединения на благородните газове
Съединенията на благородните газове са химични съединения на елементите от група 18 на Периодичната система. Първото съединение на благородни газове е получено от Нийл Бартлет през 1962 г.

## История
До 1962 г. благородните газове се разглеждат като напълно инертни в химично отношение. Тяхната инертност довежда до въвеждането на т.нар. октетно правило. Причината за химичната инертност на благородните газове е в това, че те имат по осем електрона (хелият – два) в най-външния си слой, което го прави особено устойчив: той не се стреми нито да получи, нито да отдаде електрони.
Все пак при специални условия е възможно да се отнемат електрони от външния слой на всеки атом. Тогава остава положителен йон, който вече лесно се свързва с други йони. Само че отнемането на електрон изисква повече енергия при благородните газове.
Един начин за отнемане на електрон е използването на много висока температура. Тогава веществото е в състояние на плазма.
Електрон може да се отнеме и с помощта на силен неметал. Най-силният неметал е флуорът, той може да отнеме електрон дори от кислорода (който поначало отнема, а не дава електрони); получава се кислороден дифлуорид OF2, който не е оксид тъкмо защото кислородният атом е отдал електрон.
През 1962 г. е установено, че съединението платинов хексафлуорид PtF6 отнема електрони почти толкова активно, колкото и самият флуор. То може да отнеме електрони даже от кислорода. Това е навело изследователите на мисълта, че PtF6 може да отнеме електрони и от ксенона. Опитът се е оказал успешен. Било е получено първото съединение на благороден газ – ксеноновият хексафлуороплатинат XePtF6:
PtF6 + Xe → Xe+[PtF6]–.

## Клатрати
Благородните газове се разтварят в някои течности (вода, фенол и др.) и при охлаждане образуват кристалосолвати, тъй като не се образуват ковалентни връзки между атомите на благородните газове и молекулите на разтворителя. Типичният клатрат от този вид е Xe.nH2O (n=5 или 6), чиято температура на топене е 24 °C. Водата има силно полярни молекули. Затова съществуват водни разтвори от клатратен тип, като Xe·6H2O, Kr·6H2O и Ar·6H2O.

## Съединения
Свойствата на химичните съединения на благородните газове се обясняват от теорията за валентните взаимодействия при ns-np-nd-хибридизация. Връзките в тези съединения са често хипервалентни, затова по-слаби от валентните, което определя окислителните им свойства.

### Хелиеви съединения
Първото хелиево съединение е хидридохелият.

### Аргонови съединения
Аргоновият хидрофлуорид е открит през 2000 г.

### Криптонови съединения
Криптонът взаимодейства непосредствено само с флуор, при което се получава криптонов дифлуорид KrF2 (реакцията протича при екстремни условия):
Kr + F2 → KrF2.
По косвен път е получен и криптонов тетрафлуорид KrF4.

### Ксенонови съединения
Първото получено съединение на благородните газове е ксеноновият хексафлуороплатинат XePtF6, който има йонен строеж. Втори след него е ксеноновият тетрафлуорид XeF4. Известни са също XeF2, XeF6 и оксофлуориди (например XeOF4). Получени са ксенонова киселина H2XeO4 и нейни соли, например натриев перксанат Na4XeO6. Познати са оксиди на ксенона, например избухливото вещество Xe2O3.

## Фулеренови съединения
Благородните газове образуват вътрестенни фулерени със състав He@C60, Ne@C60.

## Химични реакции
Някои съединения на благородните газове взаимодействат с неметали и с оксиди:
7 XeF6 + 3 I2 → 7 Xe + 6 IF7;
SiO2 + 2 XeOF4 → SiF4 + 2 XeO2F2.
Добавяне на флуорни атоми става с помощта на O2F2:
XeF4 + O2F2 → XeF6 + O2.
Някои съединения се хидролизират:
6 XeF4 + 12 H2O → 4 Xe + 2 XeO3 + 24 HF + 3 O2.